# Särkijärvi (sjö i Finland, Mellersta Österbotten, lat 63,68, long 24,57)
Särkijärvi är en sjö i Finland. Den ligger i kommunen Toholampi i landskapet Mellersta Österbotten, i den centrala delen av landet, 400 km norr om huvudstaden Helsingfors. Särkijärvi ligger 128,5 meter över havet. Arean är 90,4 hektar och strandlinjen är 5,08 kilometer lång. Sjön  ingår i Lesti å huvudavrinningsområde.   I omgivningarna runt Särkijärvi växer i huvudsak blandskog.